# Абельгузіна Галіма Мунірівна
Галіма Мунірівна Абельгузіна (30 березня 1957, село Мурдашево, тепер Стерлітамацького району, Республіка Башкортостан, Російська Федерація) — радянська діячка, оператор дистанційного пульта управління Мелеузівського хімічного заводу Башкирської АРСР. Член ЦК КПРС у 1990—1991 роках.

## Життєпис
У 1977 році закінчила Салаватський індустріальний технікум Башкирської АРСР.
У 1977—1985 роках — апаратник, з 1985 року — оператор дистанційного пульта управління Мелеузівського хімічного заводу Державної агрохімічної асоціації «Агрохім» Башкирської АРСР.
Член КПРС з 1982 року.
Подальша доля невідома.